# Segestria senoculata
Segestria senoculata és una espècie d'aranyes araneomorfes de la família dels segèstrids (Segestriidae). Fou descrit per primera vegada l'any 1758 per Carl von Linné.
Té una distribució per la zona Paleàrtica: Europa, Turquia, Caucas, Rússia, Japó. Segons el World Spider Catalog amb data del 7 de gener de 2019 hi ha una subespècie reconeguda: Segestria senoculata castrodunensis descrita per Gétaz el 1889.
El seu cos fa al voltant de 9 mm, i és d'un color bru ombrívol, amb motius ramificats en el seu opistosoma. Pot ser confosa amb els exemplars joves de Segestria florentina.

## Galeria
- Segestria senoculata
- Entrada del niu d'una Segestria senoculata als Pirineus Orientals.